# Campeonato Roraimense de Futsal
O Campeonato Roraimense de Futsal é uma competição realizada por clubes de futebol de salão do estado de Roraima desde 2006, organizado pela Federação Roraimense de Futebol de Salão (FRFS). 